# Скотт, Джоэл
Джоэл Скотт (англ. Jo-el Scott; род. 25 марта 1971, Олбани) — американский боксёр, представитель тяжёлой весовой категории. Выступал за сборную США по боксу в начале 1990-х годов, бронзовый призёр чемпионата мира, чемпион американского национального первенства. В период 1993—2003 годов боксировал на профессиональном уровне.

## Биография
Джоэл Скотт родился 25 марта 1971 года в городе Олбани штата Нью-Йорк, США.

### Любительская карьера
Впервые заявил о себе в боксе в сезоне 1993 года, когда одержал победу на чемпионате США в зачёте супертяжёлой весовой категории. Попав в основной состав американской национальной сборной, принял участие в чемпионате мира в Тампере, откуда привёз награду бронзового достоинства — на стадии полуфиналов был остановлен титулованным кубинцем Роберто Баладо.

### Профессиональная карьера
Вскоре по окончании мирового первенства Скотт покинул расположение американской сборной и уже в сентябре 1993 года успешно дебютировал на профессиональном уровне. В течение последующих лет он одержал 18 побед подряд, причём все победы были досрочными. Рассматривался экспертами в качестве будущей звезды мирового бокса, однако в 1996 году у него возникли серьёзные проблемы с законом — его обвинили в хранении наркотиков и изнасиловании. Боксёра приговорили к четырём годам лишения свободы, и в связи с этим его спортивная карьера оборвалась.
Освободившись из тюрьмы, в 2000 году Скотт возобновил карьеру профессионального боксёра. При всём при том, его показатели заметно ухудшились и результаты пошли на спад. Он выиграл два рейтинговых поединка с малоизвестными соперниками, но затем потерпел поражение техническим нокаутом от некого Фрэнсиса Ройала (6-5).
Несмотря на проигрыш, Джоэл Скотт продолжил выходить на ринг, выиграл два боя и в августе 2003 года встретился с достаточно сильным соотечественником Рэем Остином (18-3-2), проиграв ему техническим нокаутом в восьмом раунде.
Бой с Остином оказался для Скотта последним, поскольку вскоре его обвинили в изнасиловании и убийстве женщины. Учитывая прошлые преступления, суд 23 марта 2005 года приговорил спортсмена к пожизненному заключению без права на условно-досрочное освобождение.